# Остров Джеймса Росса

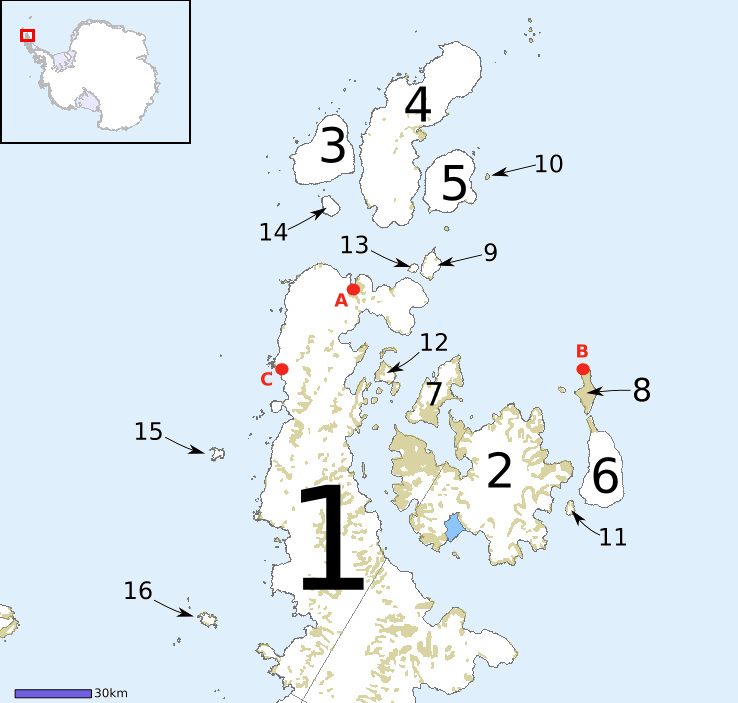
Остров Джеймса Росса (2) на карте

Остров Джеймса Росса — остров вулканического происхождения в море Уэдделла у оконечности Антарктического полуострова. К северо-западу находится остров Вега, к северо-востоку — остров Симор, к востоку — острова Сноу-Хилл и Локьер.
Площадь 2598 км². Практически полностью покрыт снегом и льдом. Наивысшая точка — гора Хаддингтон (1630 м).
На острове расположена первая и единственная чешская антарктическая станция Мендель.
Остров имеет важное палеонтологическое значение, на нём находятся два (из трёх в Антарктике) места находок динозавров (оба из верхнего мела). Например, здесь были найдены останки Antarctopelta oliveroi, Trinisaura santamartaensis и Morrosaurus antarcticus.